# Wladimir Alexandrowitsch Tartakowski
Wladimir Alexandrowitsch Tartakowski, russisch Владимир Александрович Тартаковский, (* 10. August 1932 in Moskau) ist ein russischer Chemiker (Organische Chemie).

## Leben
Tartakowski studierte Chemie an der Lomonossow-Universität mit dem Abschluss 1955 und war danach am Institut für Organische Chemie der Sowjetischen Akademie der Wissenschaften, von 1988 bis 2002 als Direktor.
Er leitet das Labor für Stickstoffverbindungen am N. D. Zelinsky Institut für Organische Chemie der Russischen Akademie der Wissenschaften.
Tartakowski gilt als führender russischer Experte für Heterocyklen und organische Stickstoffverbindungen und industrieller organischer Synthese und für hochenergetische Verbindungen (HEDM, High Energy Density Material, Raketentreibstoff, Explosivstoffe), zum Beispiel TTTO. Die Substanz besteht aus zwei miteinander symmetrisch in einer Schmetterlings-Struktur verbundenen Tetrazin-Ringen, wobei zwei der jeweils vier Stickstoffatome in den Tetrazinringen mit Sauerstoff oxidiert sind. Die Explosiveigenschaften übersteigen die von TNT, andererseits ist sie wegen des geringeren Kohlenstoffgehalts umweltfreundlicher (Vermeidung der Bildung von Nitrosaminen) und sie hat gute Stabilitätseigenschaften. Die Substanz wurde zuvor von Alexander M. Churakov theoretisch untersucht. Er befasst sich auch mit neuartiger Verwendung organischer Stickstoffverbindungen in der organischen Synthese (zum Beispiel für Synthese von Nitronen).
Er synthetisierte in den 1970er Jahren mit Kollegen als Erster Ammoniumdinitramid (ADN), ein Oxidationsmittel für Raketentreibstoffe und Sprengstoffe.
1992 wurde er volles Mitglied der Sowjetischen Akademie der Wissenschaften, deren korrespondierendes Mitglied er seit 1987 war. 1976 erhielt er den Leninpreis und 1999 den Demidow-Preis. 2011 erhielt er die Lomonossow-Goldmedaille der Russischen Akademie der Wissenschaften.

## Schriften (Auswahl)
- O. A. Luk'yanov, A. R. Agevnin, A. A. Leichenko, N. M. Seregina, V. A. Tartakovsky: Dinitramide and its salts, Russian Chemical Bulletin, Band 44, 1995, S. 108–112
- mit Oleg Luk'yanov: Solid Propellant Chemistry, in: T. B. Brill (Hrsg.), Combustion and Motor interior Ballistics, AIAA, New York 2000, S. 207–220
- mit A. M. Churakov: Progress in 1,2,3,4-Tetrazine Chemistry, Chem. Rev., Band 104, 2004, S. 2601–2616